# شار الکتریکی
در الکترومغناطیس، شار الکتریکی معیاری برای توزیع میدان الکتریکی در یک سطح معین است، اگرچه میدان الکتریکی به خودی خود نمی‌تواند جاری شود. شار الکتریکی را با  {\displaystyle \Phi _{E}}نشان می‌دهند.
در حالتی که شار الکتریکی، متغیر با مکان است، دیفرانسیل (مقدار جزئی) آن را با {\displaystyle d\Phi _{E}\,} نشان می‌دهند، به طوری که {\displaystyle d\Phi _{E}=\mathbf {E} \cdot d\mathbf {A} } ، که به معنی ضرب داخلی بردار میدان ({\displaystyle \mathbf {E} }) و مقدار جزئی بردار سطح ({\displaystyle d\mathbf {A} }) است. بنابراین، شار الکتریکی از انتگرال سطحی زیر بدست آید:
{\displaystyle \Phi _{E}=\iint _{S}\mathbf {E} \cdot d\mathbf {A} }
برای یک سطح گاوسی بسته به معادله زیر تبدیل می‌شود:
{\displaystyle \Phi _{E}=\oint _{S}\mathbf {E} \cdot d\mathbf {A} ={\frac {Q_{S}}{\epsilon _{0}}}}
که QS بار الکتریکی داخل سطح بسته S، و ε0 ثابت گذردهی خلا است. این رابطه به قانون گاوس معروف است، و اولین معادله از معادلات ماکسول است.
شار الکتریکی به واحد ولت در متر، یا معادل آن نیوتون در متر مربع بر روی کولن (N m2 C−1) بیان می‌شود. اگرچه در واحد اس‌آی شار به شکل kg m3 s-3 A-1 بیان می‌شود.